# Каркасна модель

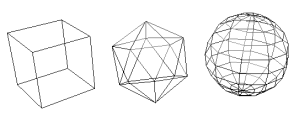
Приклади каркасних моделей: куб, ікосаедр та наближена сфера

Каркасна візуалізація складної 3D-моделі, що представляє халат.

Ця стаття про 3D візуалізацію. Щоб дізнатися про техніку веб-дизайну, дивіться Website wireframe
Карка́сна моде́ль (англ. Wire-frame model) — модель об'єкта в 3D, яка являє собою сукупність вершин і ребер, що визначає форму відображеного багатогранного об'єкта.
Каркасна модель повністю описується в термінах точок і ліній. Каркасне моделювання являє собою моделювання найнижчого рівня і має ряд серйозних обмежень, більшість з яких виникає через нестачу інформації про гранях, укладених між ребрами, і неможливості виділити зовнішню і внутрішню області зображення твердотільного обсягу.

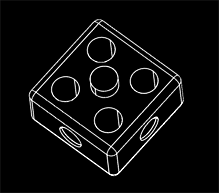
Зображення каркасного об'єкта за допомогою видалення прихованої лінії

Оскільки каркасні візуалізації відносно прості та швидкі для обчислення, вони часто використовуються у випадках, коли потрібна відносно висока частота кадрів екрану (наприклад, при роботі з особливо складною 3D-моделлю або в системах реального часу, які моделюють зовнішній вигляд або явища). Коли потрібна більша графічна деталь, текстури поверхні можуть бути додані автоматично після завершення початкової візуалізації каркаса. Це дозволяє дизайнеру швидко переглядати тверді тіла або повертати об'єкти на різні види без довгих затримок, пов'язаних з більш реалістичним відображенням, або навіть обробкою граней і простим плоским затіненням.
Формат дротяної рамки також добре підходить і широко використовується в програмуванні шляхів інструментів для верстатів прямого чисельного керування.
Каркасні моделі широко використовували у відеоіграх для представлення 3D-об'єктів в 1980-х і початку 1990-х років, коли суцільні 3D об'єкти були занадто складні, щоб розрахувати і намалювати з комп'ютерами того часу. Каркасні моделі також використовуються як вхідні дані для автоматизованого виробництва.

## Приклад задання каркасної моделі
Модель задається двома таблицями: таблицею вершин і ребер. Таблиця вершин складається зі значень координат для кожної вершини, а в таблиці ребер задано початкову та кінцеву вершину для кожного ребра.
| Вершина | Х  | Y  | Z  |
| ------- | -- | -- | -- |
| V1      | 1  | 1  | 1  |
| V2      | 1  | -1 | 1  |
| V3      | -1 | -1 | 1  |
| V4      | -1 | 1  | 1  |
| V5      | 1  | 1  | -1 |
| V6      | 1  | -1 | -1 |
| V7      | -1 | -1 | -1 |
| V8      | -1 | 1  | -1 |

| Ребро | Початкова вершина | Кінцева вершина |
| ----- | ----------------- | --------------- |
| L1    | V1                | V2              |
| L2    | V2                | V3              |
| L3    | V3                | V4              |
| L4    | V4                | V1              |
| L5    | V5                | V6              |
| L6    | V6                | V7              |
| L7    | V7                | V8              |
| L8    | V8                | V5              |
| L9    | V1                | V5              |
| L10   | V2                | V6              |
| L11   | V3                | V7              |
| L12   | V4                | V8              |

Наївна інтерпретація може створити каркасне представлення, просто малюючи прямі лінії між екранними координатами відповідних вершин за допомогою списку країв. На відміну від більш детальної візуалізації, інформація про грані не вказується (її необхідно розрахувати, якщо це потрібно).
Для трансформації тривимірних координат вершин у двовимірні екранні координати необхідно виконати відповідні обчислення.